# Marie Liljedahl
Marie Liljedahl (Estocolmo, 15 de febrero de 1950) es una actriz sueca que tuvo una breve carrera cinematográfica a fines de la década de 1960 y principios de la de 1970, en las películas de Joseph W. Sarno y Jesús Franco.

## Biografía
Nacida en Estocolmo, Suecia, Liljedahl se convirtió en actriz de teatro a la edad de diez años y en miembro del ballet de la Ópera Real de Estocolmo a la edad de doce. Fue descubierta bailando con una compañía de ballet de Estocolmo por el director Joseph W. Sarno. A los diecisiete años, comenzó su carrera cinematográfica con el papel principal en Jag - en oskuld (1968) de Sarno, estrenada en los Estados Unidos como Inga, que la convirtió en un símbolo sexual internacional. Sus otros papeles cinematográficos incluyeron Eugenie en La isla de la muerte (1970) y Sibyl Vane en El retrato de Dorian Gray (1970). En 1971, apareció en la secuela de Jag - en oskuld, Någon att älska, su último papel importante, después de lo cual se retiró de la actuación a la edad de veintiún años.
Liljedahl apareció en dos reportajes de la revista Playboy: «The Girls of Scandinavia» (junio de 1968) y «Flicker Flicka» (marzo de 1969). Décadas más tarde, dijo en entrevistas en DVD que se retiró de la industria del cine debido a que se cansó de la misma, y lamentaba haber hecho películas de sexo cuando era joven.

## Filmografía
- Jag - en oskuld (1968)
- Grimms Märchen von lüsternen Pärchen (1969)
- Eva - den utstötta (1969)
- La isla de la muerte (1970)
- El retrato de Dorian Gray (1970)
- Ann och Eve - de erotiska (1970)
- Någon att älska (1971)